# نیمسیو (کالیفرنیا)
نیمسیو (به انگلیسی: Nimshew) یک منطقهٔ مسکونی در ایالات متحده آمریکا است که در شهرستان بیوت، کالیفرنیا واقع شده‌است. نیمسیو ۷۶۴ متر بالاتر از سطح دریا قرار دارد.